# Цветан Радославов
Цветан Радославов Хаджи-Денков (болг. Цветан Радославов Хаджиденков, *4 липня 1863, Свищов — †10 березня 1931, Софія) — болгарський психолог, автор гімну сучасної Болгарії «Горда Стара планина».

## Біографія
Народився в місті Свищов у 1863 році. За фахом — вчитель, вищу освіту в галузі філософії здобув у Лейпцигу (Німеччина). Був блискучим ученим. Він відмовився від пропозицій з викладання у Відні, Лейпцигу та Празі і повернувся на батьківщину, де як вчитель III чоловічої гімназії в місті Софія, робив внесок у розбудову новоствореної Болгарії. Навчав молодих юнаків західним і древнім мовам, психології, етиці та логіці. Помер у 1931 році в місті Софія.